# Unicodeblock Spielkarten
Der Unicodeblock Spielkarten (Playing Cards, U+1F0A0 bis U+1F0FF) zeigt in 82 Zeichen die Ansichten von Spielkarten. Der Block setzt sich zusammen aus:
- Kartenrückseite;
- den 52 Kartenbildern des 4×13-Blattes;
- zu jeder der vier Farben noch eine „Ober“-Karte (Ritter, knight);
- drei Jokern und
- 22 Tarock-Karten.

## Aussehen der Spielkarten
Obwohl sich die engl. Bezeichner auf das französische Blatt beziehen, ist das konkrete Erscheinungsbild einer jeden Karte nicht exakt vorgegeben. Es kann also auch ein Deutsches Blatt zugrunde gelegt werden. Ebenfalls offen ist, ob die Zahlen überhaupt mit arabischen Ziffern dargestellt werden und welches Aussehen die Kartenrückseiten haben.
Es ist auch möglich, statt der Tarocktrümpfe die Motive des esoterischen Tarot darzustellen.
Ist das genaue Aussehen von Bedeutung, so müssen zusätzliche Informationen, etwa der Font, übermittelt werden.

## Tabelle
Alle Zeichen haben die allgemeine Kategorie "Anderes Symbol" und die bidirektionale Klasse "anderes neutrales Zeichen".
| Unicodenummer    | Zeichen (400 %) | Offizielle Bezeichnung          | Beschreibung               |
| ---------------- | --------------- | ------------------------------- | -------------------------- |
| U+1F0A0 (127136) | 🂠               | PLAYING CARD BACK               | Spielkartenrückseite       |
| U+1F0A1 (127137) | 🂡               | PLAYING CARD ACE OF SPADES      | Spielkarte Pik-Ass         |
| U+1F0A2 (127138) | 🂢               | PLAYING CARD TWO OF SPADES      | Spielkarte Pik-Zwei        |
| U+1F0A3 (127139) | 🂣               | PLAYING CARD THREE OF SPADES    | Spielkarte Pik-Drei        |
| U+1F0A4 (127140) | 🂤               | PLAYING CARD FOUR OF SPADES     | Spielkarte Pik-Vier        |
| U+1F0A5 (127141) | 🂥               | PLAYING CARD FIVE OF SPADES     | Spielkarte Pik-Fünf        |
| U+1F0A6 (127142) | 🂦               | PLAYING CARD SIX OF SPADES      | Spielkarte Pik-Sechs       |
| U+1F0A7 (127143) | 🂧               | PLAYING CARD SEVEN OF SPADES    | Spielkarte Pik-Sieben      |
| U+1F0A8 (127144) | 🂨               | PLAYING CARD EIGHT OF SPADES    | Spielkarte Pik-Acht        |
| U+1F0A9 (127145) | 🂩               | PLAYING CARD NINE OF SPADES     | Spielkarte Pik-Neun        |
| U+1F0AA (127146) | 🂪               | PLAYING CARD TEN OF SPADES      | Spielkarte Pik-Zehn        |
| U+1F0AB (127147) | 🂫               | PLAYING CARD JACK OF SPADES     | Spielkarte Pik-Bube        |
| U+1F0AC (127148) | 🂬               | PLAYING CARD KNIGHT OF SPADES   | Spielkarte Pik-Ober        |
| U+1F0AD (127149) | 🂭               | PLAYING CARD QUEEN OF SPADES    | Spielkarte Pik-Dame        |
| U+1F0AE (127150) | 🂮               | PLAYING CARD KING OF SPADES     | Spielkarte Pik-König       |
| U+1F0B1 (127153) | 🂱               | PLAYING CARD ACE OF HEARTS      | Spielkarte Herz-Ass        |
| U+1F0B2 (127154) | 🂲               | PLAYING CARD TWO OF HEARTS      | Spielkarte Herz-Zwei       |
| U+1F0B3 (127155) | 🂳               | PLAYING CARD THREE OF HEARTS    | Spielkarte Herz-Drei       |
| U+1F0B4 (127156) | 🂴               | PLAYING CARD FOUR OF HEARTS     | Spielkarte Herz-Vier       |
| U+1F0B5 (127157) | 🂵               | PLAYING CARD FIVE OF HEARTS     | Spielkarte Herz-Fünf       |
| U+1F0B6 (127158) | 🂶               | PLAYING CARD SIX OF HEARTS      | Spielkarte Herz-Sechs      |
| U+1F0B7 (127159) | 🂷               | PLAYING CARD SEVEN OF HEARTS    | Spielkarte Herz-Sieben     |
| U+1F0B8 (127160) | 🂸               | PLAYING CARD EIGHT OF HEARTS    | Spielkarte Herz-Acht       |
| U+1F0B9 (127161) | 🂹               | PLAYING CARD NINE OF HEARTS     | Spielkarte Herz-Neun       |
| U+1F0BA (127162) | 🂺               | PLAYING CARD TEN OF HEARTS      | Spielkarte Herz-Zehn       |
| U+1F0BB (127163) | 🂻               | PLAYING CARD JACK OF HEARTS     | Spielkarte Herz-Bube       |
| U+1F0BC (127164) | 🂼               | PLAYING CARD KNIGHT OF HEARTS   | Spielkarte Herz-Ober       |
| U+1F0BD (127165) | 🂽               | PLAYING CARD QUEEN OF HEARTS    | Spielkarte Herz-Dame       |
| U+1F0BE (127166) | 🂾               | PLAYING CARD KING OF HEARTS     | Spielkarte Herz-König      |
| U+1F0BF (127167) | 🂿               | PLAYING CARD RED JOKER          | Spielkarte roter Joker     |
| U+1F0C1 (127169) | 🃁               | PLAYING CARD ACE OF DIAMONDS    | Spielkarte Karo-Ass        |
| U+1F0C2 (127170) | 🃂               | PLAYING CARD TWO OF DIAMONDS    | Spielkarte Karo-Zwei       |
| U+1F0C3 (127171) | 🃃               | PLAYING CARD THREE OF DIAMONDS  | Spielkarte Karo-Drei       |
| U+1F0C4 (127172) | 🃄               | PLAYING CARD FOUR OF DIAMONDS   | Spielkarte Karo-Vier       |
| U+1F0C5 (127173) | 🃅               | PLAYING CARD FIVE OF DIAMONDS   | Spielkarte Karo-Fünf       |
| U+1F0C6 (127174) | 🃆               | PLAYING CARD SIX OF DIAMONDS    | Spielkarte Karo-Sechs      |
| U+1F0C7 (127175) | 🃇               | PLAYING CARD SEVEN OF DIAMONDS  | Spielkarte Karo-Sieben     |
| U+1F0C8 (127176) | 🃈               | PLAYING CARD EIGHT OF DIAMONDS  | Spielkarte Karo-Acht       |
| U+1F0C9 (127177) | 🃉               | PLAYING CARD NINE OF DIAMONDS   | Spielkarte Karo-Neun       |
| U+1F0CA (127178) | 🃊               | PLAYING CARD TEN OF DIAMONDS    | Spielkarte Karo-Zehn       |
| U+1F0CB (127179) | 🃋               | PLAYING CARD JACK OF DIAMONDS   | Spielkarte Karo-Bube       |
| U+1F0CC (127180) | 🃌               | PLAYING CARD KNIGHT OF DIAMONDS | Spielkarte Karo-Ober       |
| U+1F0CD (127181) | 🃍               | PLAYING CARD QUEEN OF DIAMONDS  | Spielkarte Karo-Dame       |
| U+1F0CE (127182) | 🃎               | PLAYING CARD KING OF DIAMONDS   | Spielkarte Karo-König      |
| U+1F0CF (127183) | 🃏              | PLAYING CARD BLACK JOKER        | Spielkarte schwarzer Joker |
| U+1F0D1 (127185) | 🃑               | PLAYING CARD ACE OF CLUBS       | Spielkarte Kreuz-Ass       |
| U+1F0D2 (127186) | 🃒               | PLAYING CARD TWO OF CLUBS       | Spielkarte Kreuz-Zwei      |
| U+1F0D3 (127187) | 🃓               | PLAYING CARD THREE OF CLUBS     | Spielkarte Kreuz-Drei      |
| U+1F0D4 (127188) | 🃔               | PLAYING CARD FOUR OF CLUBS      | Spielkarte Kreuz-Vier      |
| U+1F0D5 (127189) | 🃕               | PLAYING CARD FIVE OF CLUBS      | Spielkarte Kreuz-Fünf      |
| U+1F0D6 (127190) | 🃖               | PLAYING CARD SIX OF CLUBS       | Spielkarte Kreuz-Sechs     |
| U+1F0D7 (127191) | 🃗               | PLAYING CARD SEVEN OF CLUBS     | Spielkarte Kreuz-Sieben    |
| U+1F0D8 (127192) | 🃘               | PLAYING CARD EIGHT OF CLUBS     | Spielkarte Kreuz-Acht      |
| U+1F0D9 (127193) | 🃙               | PLAYING CARD NINE OF CLUBS      | Spielkarte Kreuz-Neun      |
| U+1F0DA (127194) | 🃚               | PLAYING CARD TEN OF CLUBS       | Spielkarte Kreuz-Zehn      |
| U+1F0DB (127195) | 🃛               | PLAYING CARD JACK OF CLUBS      | Spielkarte Kreuz-Bube      |
| U+1F0DC (127196) | 🃜               | PLAYING CARD KNIGHT OF CLUBS    | Spielkarte Kreuz-Ober      |
| U+1F0DD (127197) | 🃝               | PLAYING CARD QUEEN OF CLUBS     | Spielkarte Kreuz-Dame      |
| U+1F0DE (127198) | 🃞               | PLAYING CARD KING OF CLUBS      | Spielkarte Kreuz-König     |
| U+1F0DF (127199) | 🃟               | PLAYING CARD WHITE JOKER        | Spielkarte weißer Joker    |
| U+1F0E0 (127200) | 🃠               | PLAYING CARD FOOL               | Tarockkarte "Narr"         |
| U+1F0E1 (127201) | 🃡               | PLAYING CARD TRUMP-1            | Tarock-Trumpfkarte 1       |
| U+1F0E2 (127202) | 🃢               | PLAYING CARD TRUMP-2            | Tarock-Trumpfkarte 2       |
| U+1F0E3 (127203) | 🃣               | PLAYING CARD TRUMP-3            | Tarock-Trumpfkarte 3       |
| U+1F0E4 (127204) | 🃤               | PLAYING CARD TRUMP-4            | Tarock-Trumpfkarte 4       |
| U+1F0E5 (127205) | 🃥               | PLAYING CARD TRUMP-5            | Tarock-Trumpfkarte 5       |
| U+1F0E6 (127206) | 🃦               | PLAYING CARD TRUMP-6            | Tarock-Trumpfkarte 6       |
| U+1F0E7 (127207) | 🃧               | PLAYING CARD TRUMP-7            | Tarock-Trumpfkarte 7       |
| U+1F0E8 (127208) | 🃨               | PLAYING CARD TRUMP-8            | Tarock-Trumpfkarte 8       |
| U+1F0E9 (127209) | 🃩               | PLAYING CARD TRUMP-9            | Tarock-Trumpfkarte 9       |
| U+1F0EA (127210) | 🃪               | PLAYING CARD TRUMP-10           | Tarock-Trumpfkarte 10      |
| U+1F0EB (127211) | 🃫               | PLAYING CARD TRUMP-11           | Tarock-Trumpfkarte 11      |
| U+1F0EC (127212) | 🃬               | PLAYING CARD TRUMP-12           | Tarock-Trumpfkarte 12      |
| U+1F0ED (127213) | 🃭               | PLAYING CARD TRUMP-13           | Tarock-Trumpfkarte 13      |
| U+1F0EE (127214) | 🃮               | PLAYING CARD TRUMP-14           | Tarock-Trumpfkarte 14      |
| U+1F0EF (127215) | 🃯               | PLAYING CARD TRUMP-15           | Tarock-Trumpfkarte 15      |
| U+1F0F0 (127216) | 🃰               | PLAYING CARD TRUMP-16           | Tarock-Trumpfkarte 16      |
| U+1F0F1 (127217) | 🃱               | PLAYING CARD TRUMP-17           | Tarock-Trumpfkarte 17      |
| U+1F0F2 (127218) | 🃲               | PLAYING CARD TRUMP-18           | Tarock-Trumpfkarte 18      |
| U+1F0F3 (127219) | 🃳               | PLAYING CARD TRUMP-19           | Tarock-Trumpfkarte 19      |
| U+1F0F4 (127220) | 🃴               | PLAYING CARD TRUMP-20           | Tarock-Trumpfkarte 20      |
| U+1F0F5 (127221) | 🃵               | PLAYING CARD TRUMP-21           | Tarock-Trumpfkarte 21      |